# حمام کردن

تصویرنگاشت حمام کردن

حمام کردن یا استحمام، به شست‌وشو یا تطهیر بدن در یک شاره، که معمولاً آب یا یک محلول آب‌دار است می‌گویند. حمام‌کردن ممکن است برای بهداشت شخصی، آیین‌های مذهبی، اهداف درمانی یا به‌عنوان فعالیتی تفریحی بارها انجام شده‌باشد.
حمام‌کردن در هرجایی که آب وجود داشته‌باشد می‌تواند انجام شود. حمام‌کردن می‌تواند در وان حمام، زیرِ دوش یا در یک رودخانه، دریاچه، چالهٔ آب، برکه، دریا یا هر مکانی که دارای آب باشد انجام شود.

## نگارخانه

حمام ترکی (نقاشی)
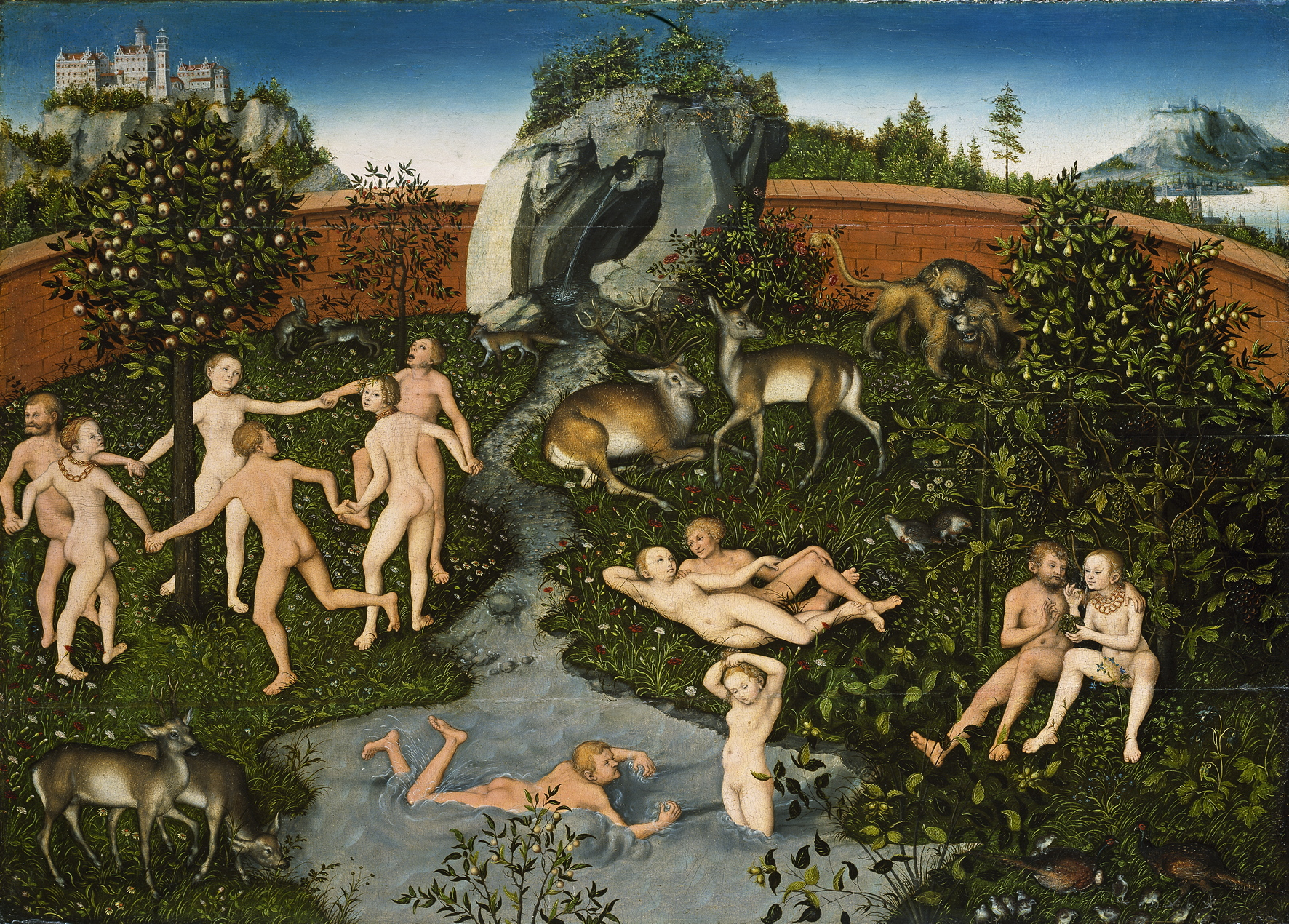
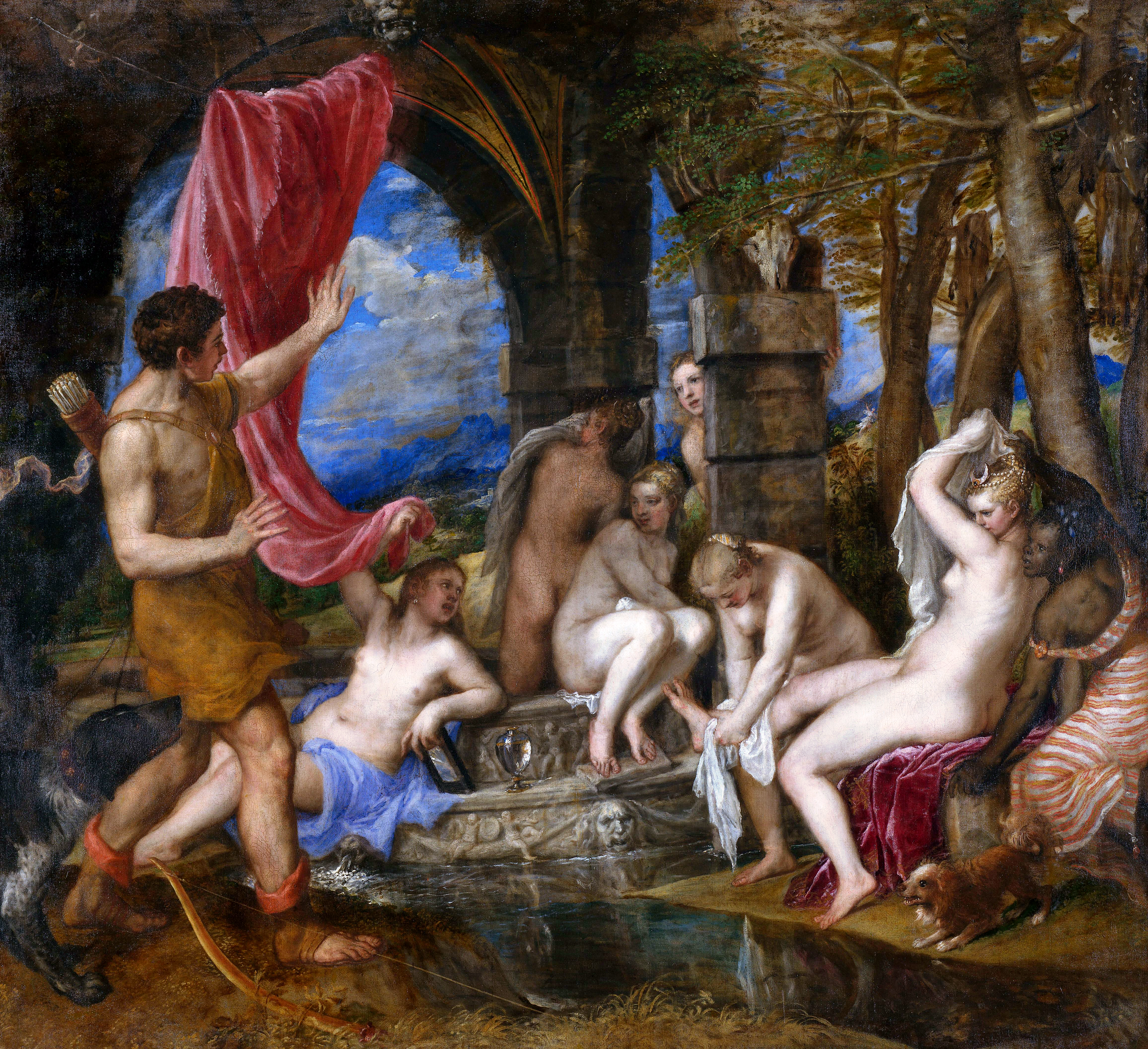
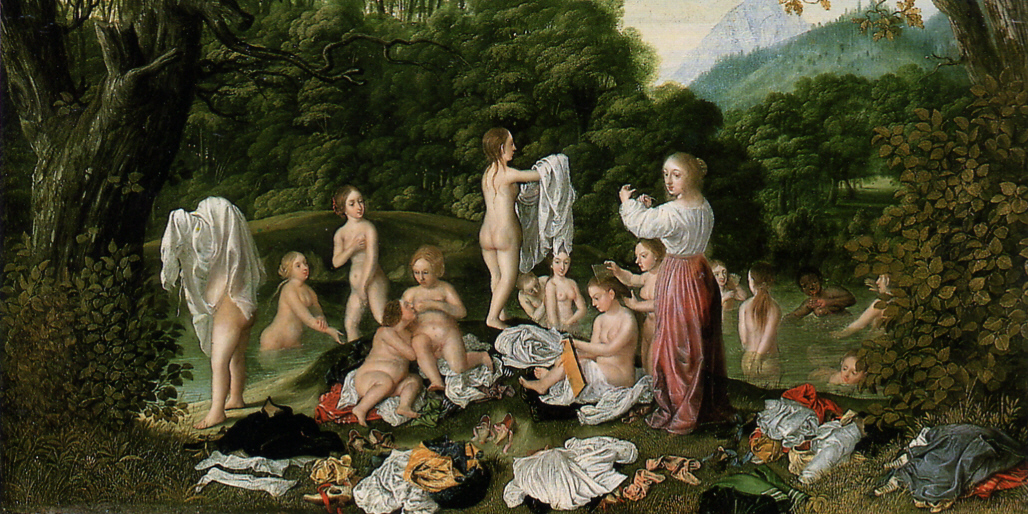
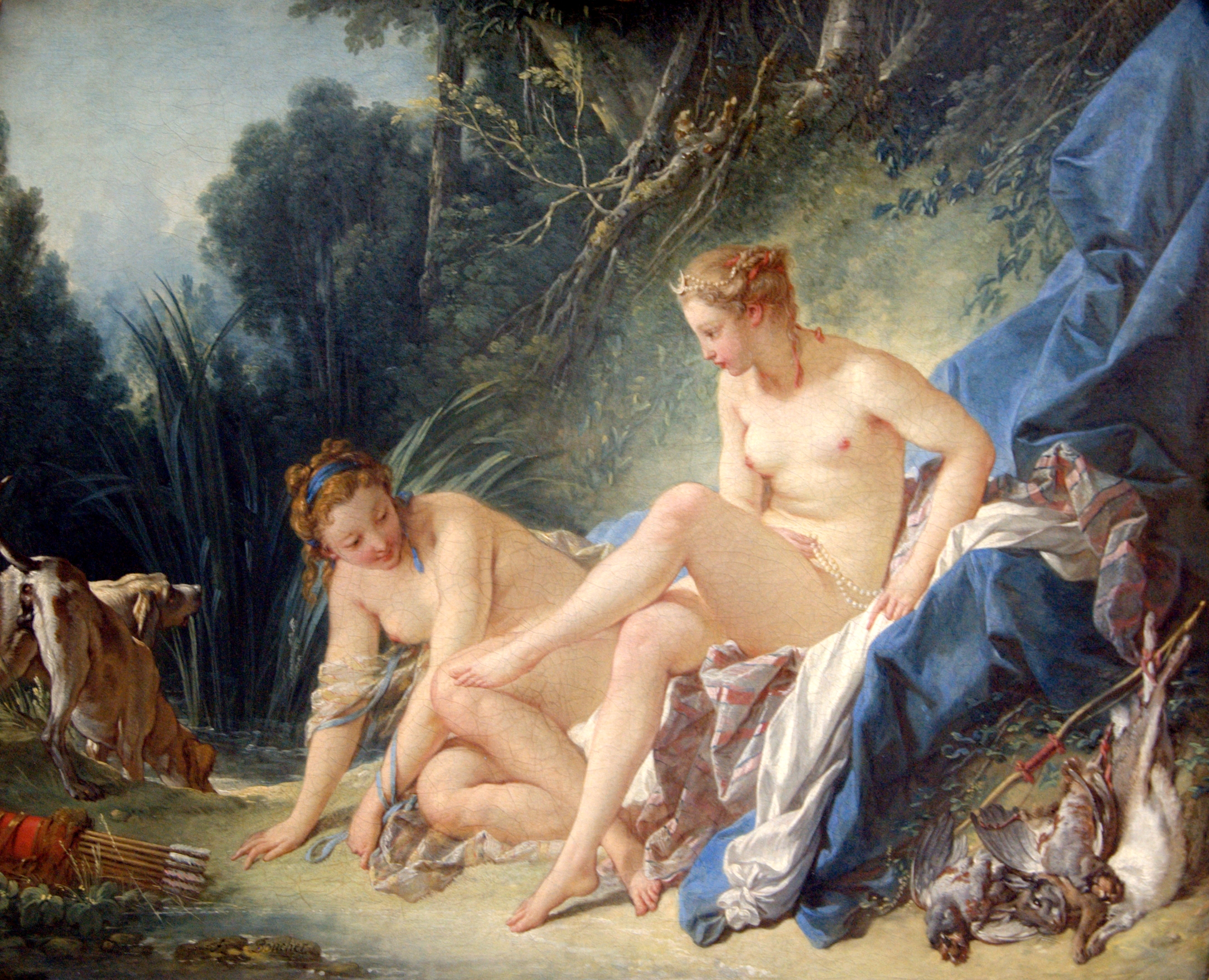
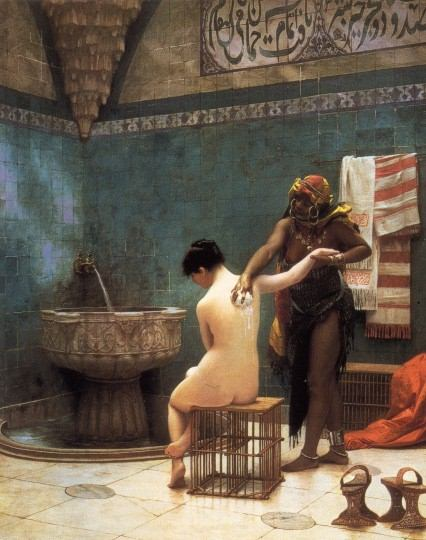
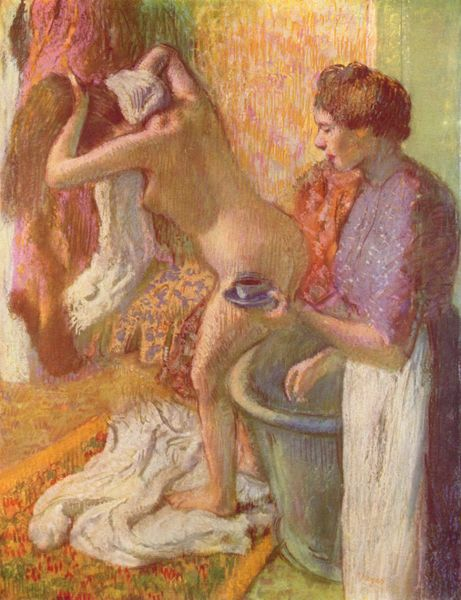
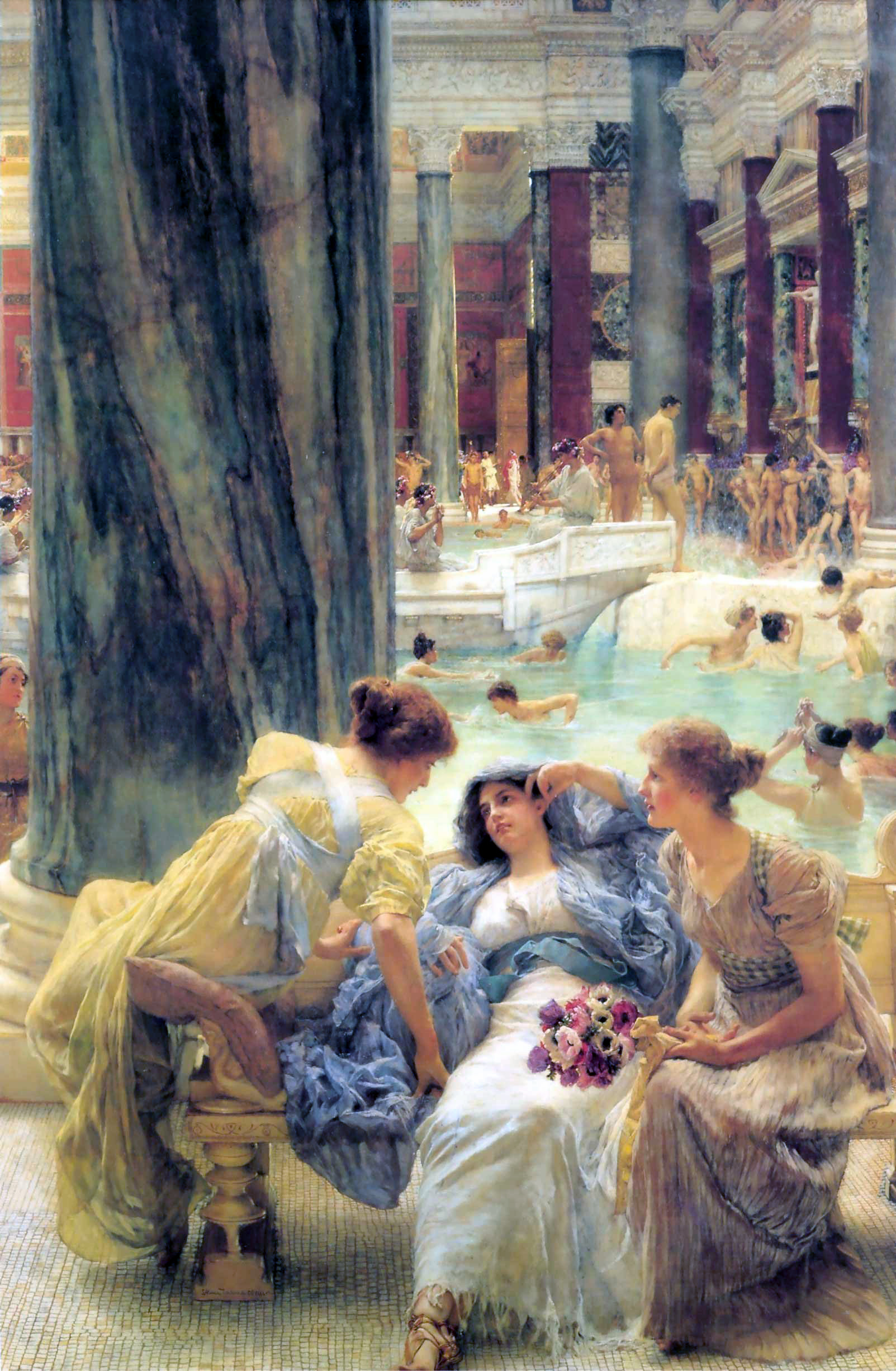
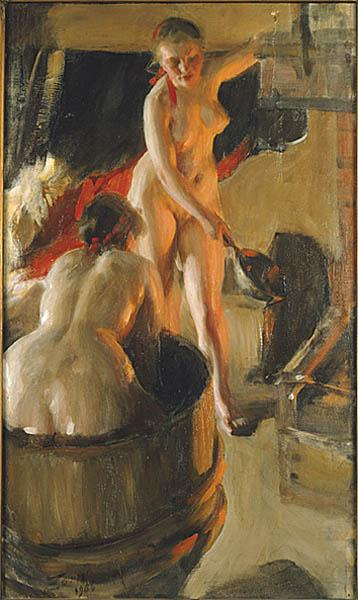